# My Swisher Sweet, But My Sig Sauer
„My Swisher Sweet, But My Sig Sauer” – singel amerykańskiego duetu hip-hopowego $uicideboy$ oraz rapera Germa, wydany 2 grudnia 2022 r. przez G*59 Records. Utwór wyprodukował członek duetu Budd Dywer. Piosenka jest głównym singlem z mixtape'u DIRTIESTNASTIEST$UICIDE.   

## Teledysk
Teledysk został opublikowany 2 grudnia 2022 r. na platformie YouTube. Oprawa wizualna pochodzi z zaginionego odcinka „TRUE ADVENTURE”, programu telewizyjnego z lat sześćdziesiątych; ów odcinek skupia się na „kulcie” z Louisville w stanie Kentucky. Członkowie ci pokonali swój ,,strach”, studiując fragmenty Biblii i uczestnicząc w rytuale w którym obcowali z wężami. Musieli również udowodnić swoją wiarę, podpalając się i od czasu do czasu chodząc po ogniu. Niektórzy członkowie kultu twierdzili, że nie odczuwają bólu od ognia na skórze i uważali to za oznakę ich czystości.

## Pozycje na listach
| Lista (2022)               | Pozycja |
| -------------------------- | ------- |
| Nowa Zelandia (RMNZ)       | 15      |
| Billboard Bubbling Hot 100 | 14      |